# Sanlúcar la Mayor
Sanlúcar la Mayor là một đô thị thuộc tỉnh Sevilla trong cộng đồng tự trị Catalonia, phía bắc Tây Ban Nha. Đô thị này có diện tích là ki-lô-mét vuông, dân số năm 2009 là người với mật độ người/km². Đô thị này có cự ly km so với Sevilla.